# Бадейкин, Николай Григорьевич
Николай Григорьевич Бадейкин (2 сентября 1925 — 21 марта 2008) — генерал-лейтенант ВС СССР (16 декабря 1982), начальник Ленинградского высшего общевойскового командного училища в 1975—1986 годах.

## Биография
Родился 2 сентября 1925 года. Поступил в Таллинское военно-пехотное училище, но в 1943 году был направлен в действующую армию. Воевал, был ранен. Окончил Киевское высшее общевойсковое командное училище в 1947 году. Командовал батальоном, полком; командир 341-й стрелковой дивизии с 19 января 1973 по 23 июля 1975 года. Занимал должность заместителя командующего армией по боевой подготовке. Участник Парада Победы в Москве в 1975 году, возглавлял колонну 4-й гвардейской танковой Кантемировской дивизии.
Начальник Ленинградского высшего общевойскового командного училища с 23 июля 1975 по 24 апреля 1986 года. После ухода в запас возглавил совет ветеранов Петродворцового района, был его бессменным председателем на протяжении 20 лет. Почётный гражданин Петергофа (2000).
Скончался 21 марта 2008 года. Похоронен в Наро-Фоминске.
Супруга — Леонтина (Ольга) Павловна, познакомилась с мужем в Австрии, прожила с ним всю жизнь (ум. 24 июня 2021 года, похоронена рядом с мужем). Сын Алексей (род. 1951).
В 2013 году в Ростовской области в канун выборов главы Цимлянского района прогремел скандал: кандидат от «Единой России» Сергей Заворотинский, выпускник Ленинградского ВОКУ, представил в избирком подписанное от имени Николая Григорьевича Бадейкина разрешение на использование фотографий с Заворотинским и Бадейкиным в рамках предвыборной агитации. При этом Заворотинский указал в качестве года рождения Бадейкина 1938 год, а также совершенно другой адрес. Несмотря на то, что Заворотинский был допущен до выборов, он не выиграл их.

## Награды
- Орден Отечественной войны I степени (6 апреля 1985)[9][10]
- Орден Красной Звезды[10][11]
- Орден Дружбы народов[10]
- Медаль «За боевые заслуги»[10]
- Медаль «За победу над Германией в Великой Отечественной войне 1941—1945 гг.»[10][11]
- Медаль «В ознаменование 100-летия со дня рождения Владимира Ильича Ленина»[10][11]
- Медаль «Двадцать лет Победы в Великой Отечественной войне 1941—1945 гг.»[11]
- Медаль «Тридцать лет Победы в Великой Отечественной войне 1941—1945 гг.»[11]
- Медаль «40 лет Вооружённых Сил СССР»[10]
- Медаль «50 лет Вооружённых Сил СССР»[10]
- Медаль «60 лет Вооружённых Сил СССР»[10]
- Медаль «За безупречную службу» I, II и III степеней[11][10]
- Медаль Жукова[11]
- Медаль «50 лет Победы в Великой Отечественной войне 1941—1945 гг.»[11]